# Janez Lampič st.
Janez Lampič starejši, slovenski kolesar, * 18. oktober 1963, Kranj, Slovenija, Jugoslavija.
Lampič je za Jugoslavijo nastopil na Poletnih olimpijskih igrah 1984 v Los Angelesu, kjer je osvojil deveto mesto v ekipnem kronometru na 100 km. Leta 1983 je bil drugi na Dirki po Jugoslaviji, leta 1982 pa tretji. Leta 1984 je osvojil tretje mesto na državnem prvenstvu Jugoslavije v cestni dirki. Leta 1980 je zmagal na dirki Po poteh AVNOJ–a, leta 1986 pa na Dirki po Srbiji.
Njegova hči Anamarija in sin Janez mlajši sta smučarska tekača.